# Ludwik Smolarz
Ludwik Michał Smolarz (ur. 21 lipca 1898 w Dziedzicach, zm. 4 stycznia 1943 w Murnau am Staffelsee) – żołnierz w Legionach Polskich, armii austriackiej i podpułkownik Wojska Polskiego. Uczestnik I wojny światowej, wojny polsko-ukraińskiej, wojny polsko-bolszewickiej i II wojny światowej, kawaler Orderu Virtuti Militari.

## Życiorys
Urodził się 21 lipca 1898 w Dziedzicach jako syn Michała i Anny z d. Fuchs. Był starszym bratem Edwarda (1900–1920). Absolwent gimnazjum w Orłowej. 
Od stycznia 1914 w Legionach Polskich jako żołnierz I Brygady Legionów Polskich. Po kryzysie przysięgowym od października 1917 do kwietnia 1918 internowany. Po zwolnieniu wcielony do armii austriackiej w której został uwięziony, a następnie zdegradowany za działalność propagandową. 
Od listopada 1918 w szeregach odrodzonego Wojska Polskiego w batalionie polowym pułku piechoty ziemi rzeszowskiej z którym brał udział w obronie Lwowa podczas wojny polsko-ukraińskiej. Następnie jako żołnierz w 17 pułku piechoty. Z tym pułkiem brał udział w walkach wojny polsko-bolszewickiej. W 1920 ranny w bitwie pod Hutą nad Berezyną.  
„Za ogólną odwagę, umiejętności i brawurowe dowodzenie patrolami (zwłaszcza 17 III 1916 pod Wołerklem) w 1921 został odznaczony Orderem Virtuti Militari”.
Po zakończeniu wojny żołnierz zawodowy w 17 pułku piechoty. Służył także w Biurze Ścisłej Rady Wojennej. 12 marca 1933 został mianowany na stopień majora ze starszeństwem z 1 stycznia 1933 i 8. lokatą w korpusie oficerów piechoty. W maju tego roku został przeniesiony do 67 pułku piechoty w Brodnicy na stanowisko dowódcy batalionu. Od 1 maja 1936 był wykładowcą w Centrum Wyszkolenia Piechoty w Rembertowie. Na stopień podpułkownika został mianowany ze starszeństwem z 19 marca 1939 i 71. lokatą w korpusie oficerów piechoty. W tym czasie nadal pełnił służbę CWPiech. na stanowisku wykładowcy przedmiotu taktyka piechoty .
W wojnie obronnej 1939 na stanowisku dowódcy III batalionu 145 pułku piechoty sformowanego z żołnierzy 28 pułku strzelców. Po zakończeniu walk dostał się do niewoli niemieckiej. Zmarł 4 stycznia 1943 jako jeniec Oflagu VII A Murnau. Pochowany na cmentarzu przykościelnym w Murnau.

## Ordery i odznaczenia
- Krzyż Srebrny Orderu Wojskowego Virtuti Militari nr 7033 (17 maja 1922)[8]
- Krzyż Niepodległości (6 czerwca 1931)[9]
- Złoty Krzyż Zasługi (1938)[10]
- Srebrny Krzyż Zasługi (10 listopada 1928)[11][2]
- Medal Pamiątkowy za Wojnę 1918–1921[12]
- Medal Dziesięciolecia Odzyskanej Niepodległości[12]